# Lone Pine Koala Sanctuary
Lone Pine Koala Sanctuary är världens äldsta och största fristad för australiska djur och ligger i Brisbane-förorten Fig Tree Pocket, Queensland, Australien.

## Historia
Namnet Lone Pine Koala Sanctuary kommer från den ensamma Araucaria cunninghamii-växten som planterades av familjen Clarkson, de första ägarna av det 4,6 hektar stora området. 
Parken öppnade år 1927 med endast två koalor vid namn Jack och Jill. Lone Pine blev först internationellt känt under andra världskriget när amerikaner besökte parken för att uppleva Australiens vilda djur.

## Djur
Hos Lone Pine finns fladdermöss, över 130 koalor, kängurur, tasmanska djävlar, vombater, myrpiggsvin, ormar och ödlor samt från och med år 2010 ett näbbdjur.

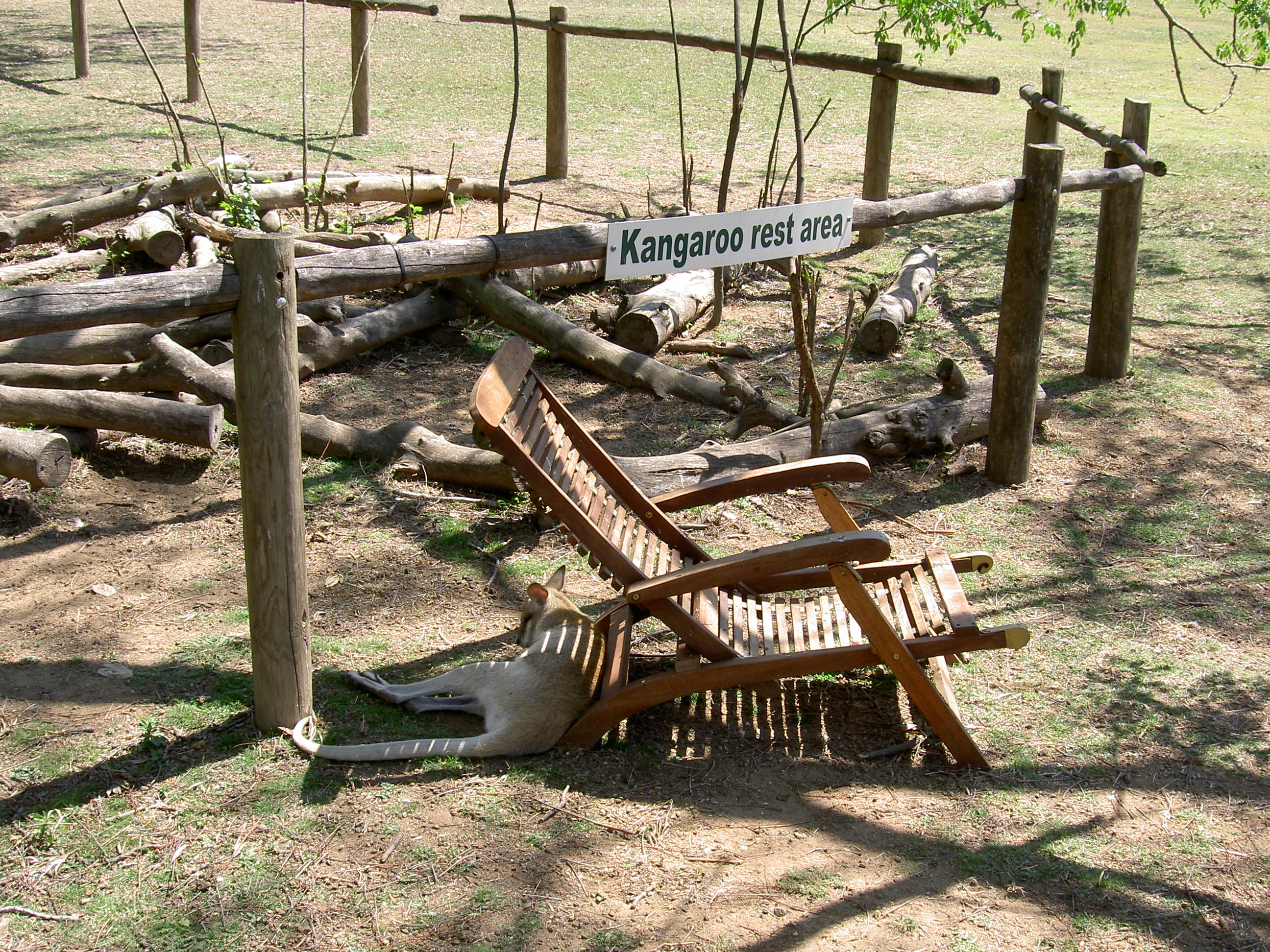
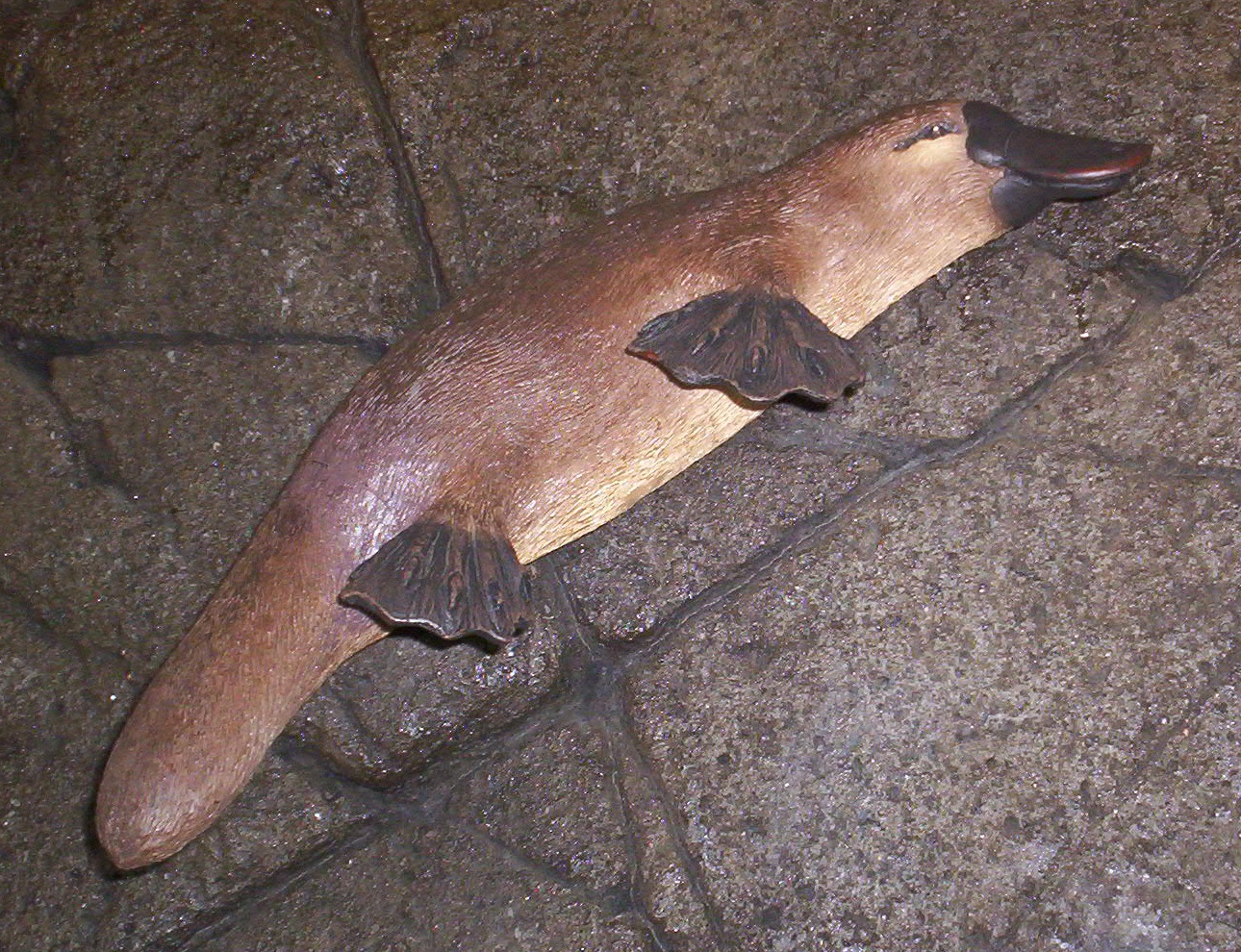

## Brisbane-översvämningarna 2011
Lone Pine blev hårt drabbad under översvämningen i januari 2011 där 20 % av parken var under vatten. Tack vare personal, familj, vänner och volontärer lyckades Lone Pine öppna redan 10 dagar efter översvämningen.